# 三つの物語
『三つの物語』（みっつのものがたり、Trois Contes）は、1877年に刊行されたフロベールの短編小説集。『聖アントワーヌの誘惑』（1874年）に続き聖者伝を題材にした「聖ジュリアン伝」（La Légende de Saint Julien l'Hospitalier）、純朴な女中の半生を描いた「純な心」（Un cœur simple）、旧約聖書中のエピソードを扱った物語「エロディアス」（Hérodias）という、時代も技法も異なる三つの短編からなる。いずれも1875年から1877年にかけ、長編小説『ブヴァールとペキュシェ』を一時中断して書かれた。左の長編が未完のままフロベールが死去したため、この短編集がフロベールが生前刊行した最後の著作となった。

## 背景
1875年、フロベールが自身の財産管理を任せていた甥が投資の失敗で破産寸前になるという出来事がおき、フロベールは落ち着いた執筆環境を奪われ長編の中断を余儀なくされた。そして9月より友人の生物学者ジョルジュ・プーシェの誘いでコンカルノーに療養に出かけるが、この地でふと短編が書きたくなり「聖ジュリアン伝」が書き始められた。この作品はルーアンの大聖堂のステンドグラスに描かれている中世の聖人ジュリアンの生涯に着想を得たものである。執筆はパリに戻ってからも継続し、完成後は引き続き「純な心」「エロディアス」が執筆された。
「純な心」は作者自身の幼少期を題材に、クロワッセの自宅に仕えていた女中ジュリーを主人公フェリシテのモデルとして描いた作品、「エロディアス」は、旧約聖書にある紀元前1世紀の野心的なユダヤ王妃ヘロデヤ（サロメの母）を中心的素材にしたものである（「エロディアス」は「ヘロデヤ」のフランス語読み）
完成後、「聖ジュリアン伝」「純な心」が『モニトゥール』誌に、「エロディアス」が『ビアン・ピュブリック』誌にそれぞれ事前掲載されたのち、1877年4月に『三つの物語』が刊行されると、前著『聖アントワーヌの誘惑』とは対照的に各紙で熱狂的な賞賛をもって迎えられた。しかし折り悪しく起こった、マク＝マオン元帥が国務院長ジュール・シモンに対しその共和主義的傾向を糾弾する書状を提出するという政治事件に大衆の興味が奪われてしまい、本の売れ行きのほうは不首尾に終わった。

### 他の日本語訳
- 『フローベール全集4　聖アントワーヌの誘惑　三つの物語』山田九朗訳、筑摩書房、1966年
- 『新潮世界文学9　フローベール』-「三つの物語」山田稔訳、新潮社、1972年
- 『世界文学全集41　フローベル』-「三つの物語」菅野昭正訳、集英社、1979年
- 『三つの物語』太田浩一訳、福武文庫、1991年。グーテンベルク21（電子書籍）、2020年
- 『三つの物語』谷口亜沙子訳、光文社古典新訳文庫、2018年
- 『三つの物語／十一月』蓮實重彦訳、講談社文芸文庫、2023年[1]